# HD 108874 b
HD 108874 b는 머리털자리 방향으로 지구로부터 약 223.4광년 떨어진 곳에 있는 외계 행성이다. 이 행성의 어머니 항성은 분광형 G5의 평범한 주계열성이다. HD 108874 b는 2003년 그 존재가 입증되었다.
발견 방법은 행성의 중력이 항성을 흔드는 것을 찾아내는 도플러 분광법으로, 이 방법으로 밝힌 b의 최소 질량은 목성의 약 1.36배이다. 다만 궤도경사각을 모르기 때문에 실제 질량은 더 커질 수 있다.
행성의 공전 궤도는 어머니 항성의 생명체 거주가능 영역 안에 있다.

## 같이 보기
- HD 108874 c
- HD 28185 b